# Saint-André-d'Hébertot
 Saint-André-d'Hébertot  es una población y comuna francesa, situada en la región de Baja Normandía, departamento de Calvados, en el distrito de Lisieux y cantón de Blangy-le-Château.

## Demografía
| 330 | 301 | 257 | 244 | 292 | 390 |
| Para los censos de 1962 a 1999 la población legal corresponde a la población sin duplicidades (Fuente: INSEE [Consultar]) |     |     |     |     |     |